# White House Task Force to Protect Students from Sexual Assault
Aux États-Unis, le White House Task Force to Protect Students from Sexual Assault (« Groupe de travail de la Maison Blanche pour protéger les étudiants contre les agressions sexuelles ») est un organisme chargé de lutter contre les agressions sexuelles sur les campus (en). Il est fondé le 22 janvier 2014 sur instruction du président Barack Obama, qui demande au Bureau du Vice-Président des États-Unis (en) et au Conseil de la Maison-Blanche sur les femmes et les jeunes filles (en) de « soutenir et régler les questions de respect des lois et de fournir aux institutions de nouveaux instruments pour réagir aux viols et aux agressions sexuelles »,,. Ce groupe de travail s'inscrit dans une campagne de sensibilisation plus vaste, à l'échelle fédérale, concernant les violences sexuelles sur les campus américains ; l'opération comporte aussi un volet par lequel l'Office for Civil Rights (en) publie une liste des établissements américains d'enseignement supérieur où se déroulent des enquêtes de violence sexuelle dans le cadre du Titre IX ainsi qu'une opération médiatique : It's On Us (en).

## Histoire
Bien qu'il soit créé via une note administrative officielle du gouvernement le 22 janvier 2014, le White House Task Force to Protect Students from Sexual Assault s'inscrit dans une série d'actions gouvernementales contre les violences sexuelles, en particulier le Conseil de la Maison-Blanche sur les femmes et les jeunes filles (en), constitué en 2009, et la loi Violence Against Women Act, présentée pour la première fois par Joe Biden en 1994 quand il était sénateur. En parallèle, des militants appartenant au The New Campus Anti-Rape Movement ont promu des évolutions législatives sur la manière dont les États-Unis appliquent les lois, ainsi que le montrent les collaborations entre des militants reconnus à l'échelle nationale et les sénateurs américains.
Un rapport du gouvernement, publié en 2014, sur les agressions sexuelles dans les universités et écoles supérieures américaines, a recensé les statistiques et les circonstances entourant les attaques subies par des étudiants.

« Le rapport de janvier 2014, intitulé Rape and Sexual Assault: A Renewed Call to Action (Viol et agression sexuelle : appel renouvelé aux actions de lutte) brosse un tableau des attaques contre les étudiants des universités et écoles d'enseignement supérieur.

1) Les femmes et les filles composent la grande majorité des victimes : près d'une femme sur cinq — soit presque 25 millions de personnes — ont subi un viol au cours de leur vie.

2) Les hommes et les garçons sont eux aussi exposés aux risques : 1 homme sur 71 — soit ptrès d'1,6 million de personnes — ont subi un viol au cours de leur vie.

3) Les femmes de toutes les ethnies sont concernées, mais certaines sont plus vulnérables que d'autres : 33,5 % des femmes « pluri-raciales » ont été victimes de viol ; 27 % des femmes autochtones d'Amérique et d'Alaska ; en revanche, le viol frappe 15 % des femmes hispaniques, 22 % des Noires et 19 % des Blanches.

4) La plupart des victimes connaissent les agresseurs.

5) La grande majorité des agressions (près de 98 %) sont le fait d'hommes.

6) Les personnes jeunes sont très exposées : près de la moitié des femmes rescapées ont subi un viol avant l'âge de 18 ans, et plus d'un quart des hommes rescapés ont subi un viol avant l'âge de 10 ans. Les étudiants des écoles d'enseignement supérieur sont particulièrement vunérables : d'après une enquête, 1 étudiante en licence sur 5 a subi une agression sexuelle pendant ses années d'étudiante.

7) Les étudiantes en licence risquent davantage d'être agressées au cours de leur première ou deuxième année.

8) Il est courant que les victimes soient la cible de plusieurs agressions au fil des ans : plus d'un tiers des femmes violées avant leur majorité sont aussi violées à l'âge adulte.

9) D'autres profils présentent aussi des risques plus élevés d'agression sexuelle et de viol, dont les personnes qui vivent avec un handicap, les personnes LGBT, les détenus (des deux sexes) et les personnes sans-abri. Les migrants clandestins affrontent des problèmes spécifiques, car leurs agresseurs menacent souvent les victimes de les faire expulser si elles cherchent du secours. »

En janvier 2015 est publié un rapport du Bureau of Justice Statistics : il présente un modèle pour mener une enquête, dans neuf établissements, sur les données de victimation sexuelle parmi les étudiants en licence. Ce rapport indique les éléments suivants :
- Les étudiants jeunes (de 18 à 22 ans) sont davantage touchés que les étudiants de 23 ans ou davantage[10] ;
- Les étudiants qui ne sont pas hétérosexuels risquent davantage d'être touchés que les étudiants hétérosexuels dans les neuf établissements recensés[10] ;
- En moyenne, le taux de victimation pour des agressions sexuelles chez les étudiantes en licence représente 176 femmes sur 1 000[10] ;
- En moyenne, le taux de victimation pour des viols chez les étudiantes en licence représente 54 femmes sur 1 000[10].

## Rôle
Le groupe de travail est chargé de protéger les étudiants des agressions sexuelles, de contribuer à la sécurité sur les campus américains et d'aider les universités et écoles supérieures américaines à « remplir leurs obligations » et de se conformer aux législations fédérales dans leur domaine,,.
En 2016, le groupe de travail, en collaboration avec les organismes fédéraux, a pu proposer des formations, des annonces et de la documentation au sujet des agressions sexuelles dans les lieux d'enseignement, qui sont disponibles dans un guide public,.
Joe Biden a participé à la campagne de lutte contre les agressions sexuelles en prononçant des discours devant les étudiants et leur demandant de lutter contre ces crimes.